# Gussew-Krater (Erde)
Gussew (russisch Гусевский кратер, Gussewski krater) ist ein Einschlagkrater in Russland. Er liegt in der Nähe von Kamensk-Schachtinski in der Oblast Rostow.
Der Durchmesser des Kraters beträgt drei Kilometer, sein Alter wird auf etwa 49 Millionen Jahre geschätzt. Von der Erdoberfläche ist er nicht sichtbar. Es ist möglich, dass der Gusev-Krater zur gleichen Zeit entstanden ist, wie der in der Nähe liegende Krater Kamensk.
Der Krater ist nach dem nahegelegenen Weiler (chutor) Gussew benannt.